# Nothomiza oxygoniodes
Nothomiza oxygoniodes är en fjärilsart som beskrevs av Eugen Wehrli 1939. Nothomiza oxygoniodes ingår i släktet Nothomiza och familjen mätare. Inga underarter finns listade i Catalogue of Life.